# Tetín (district de Beroun)
Pour les articles homonymes, voir Tetín.
Tetín (en allemand : Tetin) est une commune du district de Beroun, dans la région de Bohême-Centrale, en République tchèque. Sa population s'élevait à 879 habitants en 2020.

## Géographie
Tetín se trouve sur la rive droite de la Berounka, à 3 km au sud-est du centre de Beroun et à 28 km au sud-ouest de Prague.
La commune est limitée par Beroun à l'ouest et au nord, par Srbsko à l'est, par Korno et Měňany au sud, et par Koněprusy au sud-ouest. La Berounka est la limite de la commune au nord-est et à l'est.

## Histoire
Tetín est un des plus anciens villages de la République tchèque. Un manoir royal en bois y est daté du milieu du Xe siècle.

## Administration
La commune se compose de deux quartiers :
- Koda
- Tetín